# Équipe du Cameroun de rugby à XV
L'équipe du Cameroun de rugby à XV rassemble les meilleurs joueurs de rugby à XV du Cameroun et est membre de Rugby Afrique. 
La Fédération Camerounaise de rugby, grâce à ses partenaires (Rugby Afrique , World Rugby), a permis à un nombre important d'éducateurs et futurs éducateurs de se former pour la bonne conduite des jeunes dans leurs écoles de rugby et équipes respectives. 
Le Cameroun occupe la 101ème place du Classement World Rugby

## Contexte
Contrairement aux anciennes colonies anglo-saxonnes à l'image du Kenya, du Zimbabwe, de l'Ouganda ou encore de l'Afrique du Sud où l'introduction du rugby remonte à plusieurs décennies, l'ovalie n'est apparue que récemment au Cameroun[Quand ?][réf. nécessaire]

## Histoire
La Fecarugby (Fédération camerounaise de rugby) est née le 21 juin 1997 sous l'initiative de quelques élites locales avec l'appui de la coopération française. L'apport de cette dernière sur le plan logistique a été déterminant pour les premières années de fonctionnement de cette jeune structure. La Fecarugby organise alors ses premières compétitions : un championnat national de 7 clubs, une coupe du Cameroun et quelques tournois de rugby à 7. C’est pourquoi des efforts notables vont être consentis par les pouvoirs publics, les partenaires issus des milieux d'affaires, les communicateurs, les encadreurs et les joueurs. Cette mobilisation va aboutir à la participation du Cameroun au tournoi de rugby à 7 d'Abidjan en 2000, comptant pour les éliminatoires de la coupe du monde de 2001.
Dans la foulée, le Cameroun va franchir le premier tour éliminatoire zone Afrique de la coupe du monde 2003 de rugby à 15, en battant la Zambie et l'Ouganda.
Parallèlement, le nombre de clubs passe à l’échelon national de 7 à 9. Toutes ces mutations auront pour conséquences l'augmentation de la subvention par l’IRB et l'accroissement du nombre de licenciés.
L'équipe de Cameroun est classée à la 99e place du classement mondial par l'International Rugby Board en janvier 2019.

## Palmarès
- Coupe du monde
  - 1987 : non invité
  - 1991 : non qualifié
  - 1995 : non qualifié
  - 1999 : non qualifié
  - 2003 : non qualifié
  - 2007 : non qualifié
  - 2011 : non qualifié
- Coupe d'Afrique
  - 2000 : non invité
  - 2001 : non invité
  - 2002 : non invité
  - 2003 : non invité
  - 2004 : phase de poule
  - 2005 : non invité
  - 2006 : phase de poule
  - 2007 : phase de poule
  - 2008-2009 : deuxième tour
  - 2010 : non disputé
  - 2011 : final division C
  - 2012 : forfait
  - 2013 : non invité
  - 2014 : non invité
  - 2015 : forfait
  - 2016 : non invité
  - 2017 : suspendu
  - 2018 : non invité
  - 2019-2020 : non invité
  - 2021 : Phase de poule

## Joueurs emblématiques
- Arnauld Tchougong
- Robins Tchale-Watchou
- Alain-Bertrand Nuetsa-Fotso
- Bernard Nnomo
- Jean-Jacques Etamé
- Gambo Adamou

## Diaspora des rugbymen camerounais (DRC)
Née le 9 juin 2007 au cours d'un rassemblement à Mont-de-Marsan, la Diaspora des rugbymen camerounais (DRC) est une association loi de 1901, qui a pour vocation la promotion du rugby camerounais.
Son premier président était Francis Ntamack. La présidence est actuellement assurée par Jean-Jacques Etamé.
Forte d’une cinquantaine de membres pour la plupart professionnels évoluant en Europe, sa mission repose sur trois axes :
- l’accueil et la mise en valeur des nouveaux rugbymen camerounais arrivés en Europe
- l’organisation de rassemblements à échéance régulière des joueurs professionnels évoluant en Europe (de manière à renforcer la cohésion de l’équipe nationale)
- l’aide au développement du rugby au Cameroun (envoi de matériel pour les clubs, participation à des stages de formation…).

### Membres
- Joel Dongmo Mekontchou (Stade Rochelais ,RC DRANCY)
- Bernard Nnomo (Sporting Union Agen Rugby)
- Jules Christian Nkangang (Union Bordeaux Bègles Rugby)
- Adamou Gambo (Castres olympique, US Oyonnax
- Arnauld Tchougong (Club sportif Bourgoin-Jallieu rugby, Lyon olympique universitaire, AS Macon Rugby)
- Serge Yakan A'Bessong (RCBB Fed 2)
- Alino Nuetsa Fotso (Colomiers, Fed 1)
- Joyce Lincoln Kwemu (Blagnac, Pro D2)
- William Diabou Njeptchui (Lons le Saunier, Fed 1)
- Simplice Nganou (Chambery, Annecy rugby)
- Fabrice Lowe (Rennes)
- Serge Moulieu (Marcq-en-Barœul, Fed 2)
- Guifeu Soffeu Léonide B.(Burotic Abidjan élite1) TBO Rugby Club Abiddjan FCM Moulinois (Honneur-Auvergne-France) 2015.
- Cyril Fouda (Arras)
- Robins Tchale-Watchou (USA Perpignan, Top 14, Montpellier MHR TOP 14)
- Bernabé Ndjouguela
- Guy Jeannard (Carcassonne, Pro D2)
- Serge Tongwa (Castanet, Fed 2)
- Cyr Njike Tchakoute (Waterloo, Second League, England)
- Louis Moaka (Marseille, Fed 1)
- Victor Ntsama (Arras)
- Francis Ntamack, (Colomiers, Pro D2)
- Eneko Hiriart
- Cédric Martin (Asvel, Fed 1)
- Noumeyi Tedah Ghislain Freddy (Rugby Club de Montréal, super ligue)
- Michael Esteve
- Jean-Serge Moulende (Massy crabos, Brive recheil A, stade Domontois Fed1, l'Aigle F2, AC Bobigny 93)
- Jacquillard Ndjeukoua Tchouffa (Rennes, Fed 2)
- Charles Louvat (Beaurepaire)
- Patrick Louvat (Blackrock, First Division, Irlande)
- Jean-Jacques Etamé (RC Nîmes Gard Fed 1, CS Lons-Jura Fed 1, CA Saint-Étienne Fed 1)
- François-Xavier Seh Ambella (Aurillac, Pro D2)
- Narcisse Nkodo (St Priest, Fed 3)
- Armand Kapseu (RCS Strasbourg fed2)
- Emmanuel Bahoken (Asvel, Fed 2)
- Michel Arneau Fokou (washington dc rugby club "USA")

(les membres évoluant en Afrique du Sud)
- Sylvain Timo (Wits Rugby Club Johannesburg)
- Célestin Tanda (Wits Rugby Club Johannesburg)
- Georges Ndiffo (Pirates Rugby Club Johannesburg)